# Samorost 3
Samorost 3 – gra przygodowa stworzona i wydana przez firmę Amanita Design 24 marca 2016 roku. Jest to trzecia gra wideo z serii Samorost i kontynuacja Samorost 2.

## Rozgrywka
Samorost 3 to gra przygodowa typu wskaż i kliknij, której akcja toczy się w fikcyjnym świecie. Gracz steruje gnomem poruszającym się po dwuwymiarowych planszach. Gracz eksploruje otoczenie, rozwiązuje zagadki i zbiera przedmioty potrzebne do rozwiązania zadań. Gnom potrafi także komunikować się ze stworzeniami, które spotyka podczas swojej podróży, chociaż gra nie zawiera zrozumiałych dialogów, a jedynie system animowanych dymków prezentujący myśli bohaterów. Gracz może zagrać na flecie, który jest niezbędny do rozwiązania niektórych zagadek. Samorost 3 zawiera minigrę, która po wygraniu pokazuje kroki wymagane do przejścia danego obszaru.

## Produkcja
W 2012 roku Amanita Design wydała autorską grę Botanicula, która została osadzona w fikcyjnym świecie roślin. Bezpośrednio po ukończeniu gry, rozpoczęły się prace nad kontynuacją serii Samorost. Grę opracował zespół złożony z sześciu osób. Twórcy czerpali inspiracje z filmów animowanych czeskich reżyserów, takich jak Karel Zeman, Jan Švankmajer, Jiří Barta czy Břetislav Pojar. Innym źródłem inspiracji były filmy rosyjskiego animatora Jurija Norsztejna. Podczas prac nad animacjami postaci ponownie użyto technologii Flash. Oprawa dźwiękowa została zaprojektowana jako „oszczędna”. Zdaniem założyciela firmy Jakuba Dvorskiego, cicha, wręcz niesłyszalna muzyka nie męczy gracza i nie odwraca jego uwagi od dźwięków ważnych dla fabuły. Twórcy starali się zaprojektować grę tak, aby gracz chciał do niej wracać także po ukończeniu głównej historii. 

## Odbiór
Samorost 3 został nominowany w 13. edycji Global International Mobile Gaming Awards w 2017 roku. Gra została także nominowana w sześciu kategoriach czeskich nagród Game of the Year Awards. Została nominowana w najlepsza gra, najlepsza gra na PC/konsole, najlepszy dźwięk, najlepszy projekt gry, najlepsza historia i najlepsza oprawa wizualna. Zwycięzców ogłoszono 10 lutego 2016 roku. Samorost 3 zwyciężył w 3 kategoriach – gra roku, gra roku na PC/konsole oraz najlepszy dźwięk. Do lutego 2017 roku sprzedano ponad 300 tysięcy kopii gry.